# کفشک سنگی
کفشک سنگی (نام علمی: Kareius bicoloratus) نام یک گونه از تیره کفشک‌ماهیان راست‌روی است.